# 山分部屋
山分部屋（やまわけべや）とはかつて存在した大相撲の相撲部屋である。

## 沿革
初代から部屋経営が行われていたが、7代までの間に3代と4代の時代に1人ずつ（越ヶ濱岩五郎、滝ノ尾川右エ門）が在籍していた。
明治期に清見潟部屋の深柳が二枚鑑札で襲名。四股名も山分萬吉と改め部屋を経営。その後を8代和田ノ海又吉が継いだ。が、その後所属力士は伊勢ノ海部屋や出羽海部屋へ移っている。その中に大碇紋太郎、大門岩嘉右エ門がいた。
出羽海部屋の関脇大門岩嘉右エ門は、大正14年（1925年）5月場所を最後に引退し、9代目を襲名した。昭和に入り部屋を再興。幕内駒ノ里秀雄、十両白鷺政雄を育てたが、昭和19年（1944年）11月廃業。その跡を当時秀ノ山を襲名し部屋付きの親方であった駒ノ里が継承した。その後竹旺山友久が幕内まで育ったが、昭和24年（1949年）1月に廃業。駒ノ里は5月に部屋を閉じ、出羽海部屋に所属した。そういういきさつがあるので、系統別総当たり制の時期には、山分部屋の力士は、出羽海・春日野部屋の力士とは対戦しなかった。